# Lescha
Die Lescha (russisch Лежа, auch Олидовка (Olidowka)) ist ein rechter Nebenfluss der Suchona in der russischen Oblast Wologda.
Sie hat ihren Ursprung im Süden des Rajon Grjasowez nahe der Grenze zur Oblast Kostroma. Der Fluss fließt in nordwestlicher Richtung und passiert die am rechten Ufer gelegene Kleinstadt Wochtoga. Der Unterlauf der Lescha bildet die Grenze zwischen den beiden Rajonen Grjasowez und Meschduretschenski.
Schließlich erreicht die Lescha unweit der Wologda-Mündung die Suchona. Größere Nebenflüsse der Lescha sind Senga und Komela von links, sowie Welikaja von rechts.